# (100256) 1994 SU5
(100256) 1994 SU5 es un asteroide perteneciente al cinturón de asteroides, descubierto el 28 de septiembre de 1994 por el equipo del Spacewatch desde el Observatorio Nacional de Kitt Peak, Arizona, Estados Unidos.

## Designación y nombre
Designado provisionalmente como 1994 SU5.

## Características orbitales
1994 SU5 está situado a una distancia media del Sol de 3,012 ua, pudiendo alejarse hasta 3,335 ua y acercarse hasta 2,688 ua. Su excentricidad es 0,107 y la inclinación orbital 6,574 grados. Emplea 1909 días en completar una órbita alrededor del Sol.

## Características físicas
La magnitud absoluta de 1994 SU5 es 15,6. Tiene 3,66 km de diámetro y su albedo se estima en 0,083.